# رافاييل دي فوسكو
رافاييل دي فوسكو (بالإيطالية: Raffaele Di Fusco)‏ (6 أكتوبر 1961 في إيطاليا - ) هو مدرب كرة قدم ولاعب كرة قدم إيطالي في مركز حراسة المرمى. لعب مع نادي تورينو ونادي فيتشينزا ونادي كاتانزارو ونادي ليتشي ونادي نابولي.

## وصلات خارجية
- رافاييل دي فوسكو على موقع قاعدة بيانات كرة القدم.إي يو (الإنجليزية)